# Na lovu (film)
Na lovu (anglicky Cruising) je americký krimithriller z roku 1980.
Volně vychází ze stejnojmenného románu reportéra New York Times Geralda Walkera o sériovém vrahovi, který se zaměřuje na gaye, zejména na muže spojené s koženou scénou na konci 70. let. Název filmu je dvojsmyslný, protože „cruising“ může označovat jak policisty na hlídce, tak muže, kteří se vydávají za sexem.
Film Na lovu byl po uvedení do kin kritikou přijat špatně, a také v pokladnách kin si vedl průměrně. Natáčení a propagaci provázely protesty za práva homosexuálů, kteří se domnívali, že film je stigmatizuje. Snímek je pozoruhodný i pro svůj otevřený závěr, který kritizovali Robin Wood a Bill Krohne jako další komplikace, které podle nich způsobily režisérovy nedůsledné změny hrubého střihu a synopse, jakož i další produkční problémy.